# 泥樓牙花鮨
泥樓牙花鮨又名波旁金花鮨、花斑金花鱸、花斑金花鮨、齒花鱸、黃金花鱸，為輻鰭魚綱鱸形目鱸亞目鮨科的其中一個種。

## 分布
本魚分布於印度太平洋區，包括葛摩、馬達加斯加、模里西斯、留尼旺、塞席爾群島、南非、臺灣、印尼、日本、帛琉、巴布亞紐幾內亞、關島等海域。

## 深度
水深92至300公尺。

## 特徵
本魚體側扁，略呈卵圓形，體色艷麗，體為粉紅色，全身具有許多不規則的黃色斑塊或縱紋。各魚鰭為黃色，腹鰭、背鰭及臀鰭皆有延長呈絲狀的軟條，尾鰭叉形，背鰭硬棘10枚，背鰭軟條17至18枚，臀鰭硬棘3枚，臀鰭軟條7枚，體長可達15公分。

## 生態
本魚棲息在較深的海域，出現在礫石底質的區域，屬肉食性，以浮游動物為食，具性轉變，為先雌後雄性。

## 經濟利用
可作為食用魚。